# Associazione Calcio Femminile Aquile Palermo 2000-2001
Questa voce raccoglie le informazioni riguardanti l'Associazione Calcio Femminile Aquile Palermo nelle competizioni ufficiali della stagione 2000-2001.

## Divise e sponsor
La tenuta da gioco è formata da maglia rosa con collarino nero o rosa, pantaloncini neri e calzettoni rosa. Gli sponsor principali erano Città di Palermo e Arance Rosse di Sicilia.
|  | 1ª divisa |

## Rosa
Rosa e ruoli estratti dall'Annuario del calcio femminile 2001/2002
| N. |                   | Ruolo | Calciatrice           |
| -- | ----------------- | ----- | --------------------- |
|    | Italia (bandiera) | P     | Francesca Armeni      |
|    | Italia (bandiera) | P     | Annamaria Mastellone  |
|    | Italia (bandiera) | D     | Angela Calaiò         |
|    | Italia (bandiera) | D     | Valentina Cusimano    |
|    | Italia (bandiera) | D     | Claudia Fazzello      |
|    | Italia (bandiera) | D     | Caterina Tranchina    |
|    | Italia (bandiera) | D     | Claudia Sicilia       |
|    | Italia (bandiera) | C     | Maria Concetta D'Alba |

| N. |                   | Ruolo | Calciatrice             |
| -- | ----------------- | ----- | ----------------------- |
|    | Italia (bandiera) | C     | Sheila Marino           |
|    | Italia (bandiera) | C     | Patrizia Mineo          |
|    | Italia (bandiera) | C     | Tiziana Sinagra         |
|    | Italia (bandiera) | A     | Francesca Bruno         |
|    | Italia (bandiera) | A     | Grazia Buttaccio Tardio |
|    | Italia (bandiera) | A     | Anna Franciamore        |
|    | Italia (bandiera) | A     | Barbara Giuliano        |

## Calciomercato

### Sessione estiva
| Acquisti | Acquisti | Acquisti | Acquisti |
| R.       | Nome     | da       | Modalità |
| -------- | -------- | -------- | -------- |
|          |          |          |          |

| Cessioni | Cessioni | Cessioni | Cessioni |
| R.       | Nome     | a        | Modalità |
| -------- | -------- | -------- | -------- |
|          |          |          |          |

## Risultati

### Serie A

#### Girone di andata
| 16 settembre 2000, ore 16:00 CEST 1ª giornata                                                                                    | Foroni    | 7 – 0 referto | Aquile Palermo |  |
| \| \| \| \| \| Serra 12’ D'Astolfo 16’ (rig.) Pellizzer 26’ Bertolini 28’ Boldini 72’ Ulivieri 80’ Nicoli 88’ \| Marcatori \| \| |           |               |                |  |
| |           |               |                |  |
| Serra 12’ D'Astolfo 16’ (rig.) Pellizzer 26’ Bertolini 28’ Boldini 72’ Ulivieri 80’ Nicoli 88’                                   | Marcatori |               |                |  |

| 23 settembre 2000, ore 16:00 CEST 2ª giornata                                                                                               | Aquile Palermo | 4 – 5 referto                                     | ACF Milan |  |
| \| \| \| \| \| Tranchina 16’ Franciamore 43’ Buttaccio Tardio 52’, 69’ \| Marcatori \| 15’ Murelli 27’, 77’ Gazzoli 32’, 85’ Tagliacarne \| |                |                                                   |           |  |
| |                |                                                   |           |  |
| Tranchina 16’ Franciamore 43’ Buttaccio Tardio 52’, 69’                                                                                     | Marcatori      | 15’ Murelli 27’, 77’ Gazzoli 32’, 85’ Tagliacarne |           |  |

| 30 settembre 2000, ore 16:00 CEST 3ª giornata                          | Aquile Palermo | 1 – 1 referto | Sarzana |  |
| \| \| \| \| \| Lucchinelli 65’ (aut.) \| Marcatori \| 65’ Palombini \| |                |               |         |  |
|                                                                        |                |               |         |  |
| Lucchinelli 65’ (aut.)                                                 | Marcatori      | 65’ Palombini |         |  |

| Roma 7 ottobre 2000, ore 15:30 CEST 4ª giornata                                                               | Ruco Line Lazio | 9 – 1 referto | Aquile Palermo | Stadio Tre Fontane |
| \| \| \| \| \| Zorri 19’, 27’ Panico 23’, 43’, 79’, 81’, 83’ Lattanzi 58’, 62’ \| Marcatori \| 53’ Pollino \| |                 |               |                |                    |
| |                 |               |                |                    |
| Zorri 19’, 27’ Panico 23’, 43’, 79’, 81’, 83’ Lattanzi 58’, 62’                                               | Marcatori       | 53’ Pollino   |                |                    |

| 21 ottobre 2000, ore 15:30 CEST 5ª giornata                                                                       | Aquile Palermo | 2 – 5 referto                                         | G.E.A.S. |  |
| \| \| \| \| \| Buttaccio Tardio 44’, 76’ \| Marcatori \| 4’ Madsen 20’ Garagliano 55’ Cagnoni 60’, 71’ Frigeni \| |                |                                                       |          |  |
| |                |                                                       |          |  |
| Buttaccio Tardio 44’, 76’                                                                                         | Marcatori      | 4’ Madsen 20’ Garagliano 55’ Cagnoni 60’, 71’ Frigeni |          |  |

| 28 ottobre 2000, ore 14:30 CEST 6ª giornata                                                    | Pisa      | 3 – 1 referto        | Aquile Palermo |  |
| \| \| \| \| \| Sberti 27’ La Monica 81’ Pallotti 90+4’ \| Marcatori \| 64’ Buttaccio Tardio \| |           |                      |                |  |
|                                                                                                |           |                      |                |  |
| Sberti 27’ La Monica 81’ Pallotti 90+4’                                                        | Marcatori | 64’ Buttaccio Tardio |                |  |

| 4 novembre 2000, ore 14:30 CET 7ª giornata                                                                        | Aquile Palermo | 0 – 9 referto                                                                   | Gravina |  |
| \| \| \| \| \| \| Marcatori \| 2’, 37’, 50’ Colasuonno 16’, 23’, 42’, 63’ Marsico 55’ Ciaffaglione 88’ Caccamo \| |                |                                                                                 |         |  |
| |                |                                                                                 |         |  |
| | Marcatori      | 2’, 37’, 50’ Colasuonno 16’, 23’, 42’, 63’ Marsico 55’ Ciaffaglione 88’ Caccamo |         |  |

| 11 novembre 2000, ore 14:30 CET 8ª giornata                                     | Autolelli Picenum | 2 – 2 referto              | Aquile Palermo |  |
| \| \| \| \| \| Cavallini 55’, 65’ \| Marcatori \| 7’ Bruno 90+1’ Franciamore \| |                   |                            |                |  |
|                                                                                 |                   |                            |                |  |
| Cavallini 55’, 65’                                                              | Marcatori         | 7’ Bruno 90+1’ Franciamore |                |  |

| 25 novembre 2000, ore 14:30 CET 9ª giornata | Aquile Palermo | 0 – 0 | Tradate Abbiate |  |

| Arbitro: | Pinna |

|                                           |           |              |
| Fusciani 30’, 50’ Ghinazzi 47’ Sodini 68’ | Marcatori | 80’ Fazzello |

| 9 dicembre 2000, ore 14:30 CET 11ª giornata                                               | Aquile Palermo | 1 – 3 referto                      | Fiammamonza |  |
| \| \| \| \| \| Buttaccio Tardio 36’ \| Marcatori \| 12’ Novelli 48’ Paliotti 74’ Villa \| |                |                                    |             |  |
|                                                                                           |                |                                    |             |  |
| Buttaccio Tardio 36’                                                                      | Marcatori      | 12’ Novelli 48’ Paliotti 74’ Villa |             |  |

| Calmasino, Bardolino 16 dicembre 2000, ore 14:30 CET 12ª giornata             | Bardolino | 5 – 0 referto | Aquile Palermo | Stadio comunale Belvedere |
| \| \| \| \| \| Battistoli 8’, 40’, 86’ Ulivi 38’ Motta 60’ \| Marcatori \| \| |           |               |                |                           |
|                                                                               |           |               |                |                           |
| Battistoli 8’, 40’, 86’ Ulivi 38’ Motta 60’                                   | Marcatori |               |                |                           |

| 6 gennaio 2001, ore 14:30 CET 13ª giornata                              | Aquile Palermo | 1 – 2 referto            | Torino |  |
| \| \| \| \| \| Giuliano 52’ \| Marcatori \| 11’ Tirloni 37’ Costanzo \| |                |                          |        |  |
|                                                                         |                |                          |        |  |
| Giuliano 52’                                                            | Marcatori      | 11’ Tirloni 37’ Costanzo |        |  |

| Arbitro: | De Toni (Schio) |

|                                                       |           |           |
| Carta 9’, 32’ Conti 22’ (rig.) Parejo 46’ Guarino 73’ | Marcatori | 76’ Bruno |

| 10 febbraio 2001, ore 14:30 CET 15ª giornata                                    | Aquile Palermo | 0 – 4 referto                                 | Agliana |  |
| \| \| \| \| \| \| Marcatori \| 11’ Del Bontà 35’, 80’ Ferrari 90’ Ga. Zastin \| |                |                                               |         |  |
|                                                                                 |                |                                               |         |  |
|                                                                                 | Marcatori      | 11’ Del Bontà 35’, 80’ Ferrari 90’ Ga. Zastin |         |  |

#### Girone di ritorno
| 27 gennaio 2001, ore 14:30 CET 16ª giornata                          | Aquile Palermo | 0 – 2 referto                      | Foroni |  |
| \| \| \| \| \| \| Marcatori \| 66’ Lappi-Seppälä 88’ D'Alessandro \| |                |                                    |        |  |
|                                                                      |                |                                    |        |  |
|                                                                      | Marcatori      | 66’ Lappi-Seppälä 88’ D'Alessandro |        |  |

| 3 febbraio 2001, ore 14:30 CET 17ª giornata                                                             | ACF Milan | 7 – 0 referto | Aquile Palermo |  |
| \| \| \| \| \| Zambetta 10’ Tagliacarne 41’, 82’ Gazzoli 68’, 78’, 89’ Tamagnini 72’ \| Marcatori \| \| |           |               |                |  |
| |           |               |                |  |
| Zambetta 10’ Tagliacarne 41’, 82’ Gazzoli 68’, 78’, 89’ Tamagnini 72’                                   | Marcatori |               |                |  |

| Sarzana 17 febbraio 2001, ore 15:00 CET 18ª giornata              | Sarzana   | 3 – 0 referto | Aquile Palermo | Stadio Miro Luperi |
| \| \| \| \| \| Tardelli 67’ Bianchi 72’, 90+1’ \| Marcatori \| \| |           |               |                |                    |
|                                                                   |           |               |                |                    |
| Tardelli 67’ Bianchi 72’, 90+1’                                   | Marcatori |               |                |                    |

| 24 febbraio 2001, ore 15:00 CET 19ª giornata | Aquile Palermo | 2 – 4 referto | Ruco Line Lazio |  |

| Sesto San Giovanni 3 marzo 2001, ore 15:00 CET 20ª giornata | G.E.A.S. | 2 – 0 referto | Aquile Palermo |  |

| 10 marzo 2001, ore 15:00 CET 21ª giornata | Aquile Palermo | 0 – 0 referto | Pisa |  |

| 17 marzo 2001, ore 15:00 CET 22ª giornata | Gravina | 3 – 2 referto | Aquile Palermo |  |

| 24 marzo 2001, ore 15:00 CET 23ª giornata | Aquile Palermo | 2 – 6 referto | Autolelli Picenum |  |

| Tradate 31 marzo 2001, ore 16:00 CET 24ª giornata | Tradate Abbiate | 1 – 2 referto | Aquile Palermo |  |

| 21 aprile 2001, ore 16:00 CEST 25ª giornata                         | Aquile Palermo | 2 – 0 referto | Atletico Oristano |  |
| \| \| \| \| \| Buttaccio Tardio 40’ Fazzello 60’ \| Marcatori \| \| |                |               |                   |  |
|                                                                     |                |               |                   |  |
| Buttaccio Tardio 40’ Fazzello 60’                                   | Marcatori      |               |                   |  |

| Monza 28 aprile 2001 26ª giornata | Fiammamonza | 2 – 2 referto | Aquile Palermo | Stadio Gino Alfonso Sada |

| 5 maggio 2001, ore 16:00 CEST 27ª giornata | Aquile Palermo | 0 – 3 referto | Bardolino |  |

| 12 maggio 2001, ore 16:00 CEST 28ª giornata | Torino | 3 – 0 referto | Aquile Palermo |  |

| Arbitro: | Branciari (Macerata) |

|  |           |                                                         |
|  | Marcatori | 2’, 58’ Carta 13’ Tavalazzi 14’, 90’ Parejo 30’ Carboni |

| Agliana 26 maggio 2001, ore 15:00 CEST 30ª giornata | Agliana | 4 – 1 referto | Aquile Palermo | Stadio comunale Germano Bellucci |

### Coppa Italia
| 2 settembre 2000 1º turno, gruppo 21 - Andata | Aquile Palermo | 11 – 1 | Libertas Aquile Cammaratese |  |

| 10 settembre 2000, ore 16:00 CEST 1º turno, gruppo 21 - Ritorno | Libertas Aquile Cammaratese | 1 – 8 | Aquile Palermo |  |

| 1º novembre 2000, ore 14:30 CET 2º turno, gruppo 8 - Andata | Aquile Palermo | 1 – 1 | Ludos Palermo |  |

| 10 dicembre 2000, ore 14:30 CET 2º turno, gruppo 8 - Ritorno | Ludos Palermo | 3 – 0 | Aquile Palermo |  |

## Statistiche

### Statistiche di squadra
| Competizione | Punti | In casa | In casa | In casa | In casa | In casa | In casa | In trasferta | In trasferta | In trasferta | In trasferta | In trasferta | In trasferta | Totale | Totale | Totale | Totale | Totale | Totale | DR  |
| Competizione | Punti | G       | V       | N       | P       | Gf      | Gs      | G            | V            | N            | P            | Gf           | Gs           | G      | V      | N      | P      | Gf     | Gs     | DR  |
| ------------ | ----- | ------- | ------- | ------- | ------- | ------- | ------- | ------------ | ------------ | ------------ | ------------ | ------------ | ------------ | ------ | ------ | ------ | ------ | ------ | ------ | --- |
| Serie A      | 11    | 15      | 1       | 3       | 11      | 15      | 50      | 15           | 1            | 2            | 12           | 13           | 60           | 30     | 2      | 5      | 23     | 28     | 110    | -82 |
| Coppa Italia | -     | 2       | 1       | 1       | 0       | 12      | 2       | 2            | 1            | 0            | 1            | 8            | 4            | 4      | 2      | 1      | 1      | 20     | 6      | +14 |
| Totale       | -     | 17      | 2       | 4       | 11      | 27      | 52      | 17           | 2            | 2            | 13           | 21           | 64           | 34     | 4      | 6      | 24     | 48     | 116    | -68 |

### Andamento in campionato
| Giornata  | 1 | 2 | 3 | 4 | 5 | 6 | 7 | 8 | 9 | 10 | 11 | 12 | 13 | 14 | 15 | 16 | 17 | 18 | 19 | 20 | 21 | 22 | 23 | 24 | 25 | 26 | 27 | 28 | 29 | 30 |
| --------- | - | - | - | - | - | - | - | - | - | -- | -- | -- | -- | -- | -- | -- | -- | -- | -- | -- | -- | -- | -- | -- | -- | -- | -- | -- | -- | -- |
| Luogo     |   |   |   |   |   |   |   |   |   |    |    |    |    |    |    |    |    |    |    |    |    |    |    |    |    |    |    |    | C  | T  |
| Risultato |   |   |   |   |   |   |   |   |   |    |    |    |    |    |    |    |    |    |    |    |    |    |    |    |    |    |    |    | P  | P  |
| Posizione |   |   |   |   |   |   |   |   |   |    |    |    |    |    |    |    |    |    |    |    |    |    |    |    |    |    |    |    | 15 | 15 |

Legenda:

Luogo: C = Casa; T = Trasferta. Risultato: V = Vittoria; N = Pareggio; P = Sconfitta.

### Statistiche delle giocatrici
| Giocatore           | Serie A  | Serie A | Serie A     | Serie A    | Coppa Italia | Coppa Italia | Coppa Italia | Coppa Italia | Totale   | Totale | Totale      | Totale     |
| Giocatore           | Presenze | Reti    | Ammonizioni | Espulsioni | Presenze     | Reti         | Ammonizioni  | Espulsioni   | Presenze | Reti   | Ammonizioni | Espulsioni |
| ------------------- | -------- | ------- | ----------- | ---------- | ------------ | ------------ | ------------ | ------------ | -------- | ------ | ----------- | ---------- |
| F. Armeni           | 17       | -?      | ?           | ?          | ?            | ?            | ?            | ?            | 17+      | 0+     | ?           | ?          |
| F. Bruno            | 28       | 3       | ?           | ?          | ?            | ?            | ?            | ?            | 28+      | 3+     | ?           | ?          |
| G. Buttaccio Tardio | 28       | 15      | ?           | ?          | ?            | ?            | ?            | ?            | 28+      | 15+    | ?           | ?          |
| A. Calaiò           | 7        | 0       | ?           | ?          | ?            | ?            | ?            | ?            | 7+       | 0+     | ?           | ?          |
| V. Cusimano         | 14       | 0       | ?           | ?          | ?            | ?            | ?            | ?            | 14+      | 0+     | ?           | ?          |
| M. C. D'Alba        | 20       | 0       | ?           | ?          | ?            | ?            | ?            | ?            | 20+      | 0+     | ?           | ?          |
| C. Fazzello         | 25       | 2       | ?           | ?          | ?            | ?            | ?            | ?            | 25+      | 2+     | ?           | ?          |
| A. Franciamore      | 25       | 2       | ?           | ?          | ?            | ?            | ?            | ?            | 25+      | 2+     | ?           | ?          |
| B. Giuliano         | 25       | 3       | ?           | ?          | ?            | ?            | ?            | ?            | 25+      | 3+     | ?           | ?          |
| S. Marino           | 8        | 0       | ?           | ?          | ?            | ?            | ?            | ?            | 8+       | 0+     | ?           | ?          |
| A. Mastellone       | 18       | -?      | ?           | ?          | ?            | ?            | ?            | ?            | 18+      | 0+     | ?           | ?          |
| P. Mineo            | 30       | 0       | ?           | ?          | ?            | ?            | ?            | ?            | 30+      | 0+     | ?           | ?          |
| C. Sicilia          | 27       | 0       | ?           | ?          | ?            | ?            | ?            | ?            | 27+      | 0+     | ?           | ?          |
| T. Sinagra          | 1        | 0       | ?           | ?          | ?            | ?            | ?            | ?            | 1+       | 0+     | ?           | ?          |
| C. Tranchina        | 30       | 1       | ?           | ?          | ?            | ?            | ?            | ?            | 30+      | 1+     | ?           | ?          |